# Zinniinae
Zinniinae je podtribus glavočika,  dio tribusa Heliantheae. Sastoji se od 7 rodova; tipičan je Zinnia sa dvadesetak vrsta zeljastog bilja i grmova iz Sjeverne i Južne Amerike.

## Rodovi
1. Echinacea Moench (9 spp.)
2. Heliopsis Pers. (15 spp.)
3. Philactis Schrad. (4 spp.)
4. Sanvitalia Gualt. ex Lam. (7 spp.)
5. Zinnia L. (24 spp.)
6. Tehuana Panero & Villaseñor (1 sp.)
7. Trichocoryne S. F. Blake (1 sp.)